# Chiesa di San Lorenzo (Comano Terme)
La chiesa di San Lorenzo  è la parrocchiale di Vigo Lomaso, frazione di Comano Terme, in Trentino. Appartiene alla zona pastorale delle Giudicarie dell'arcidiocesi di Trento e risale al XIII secolo.

## Storia

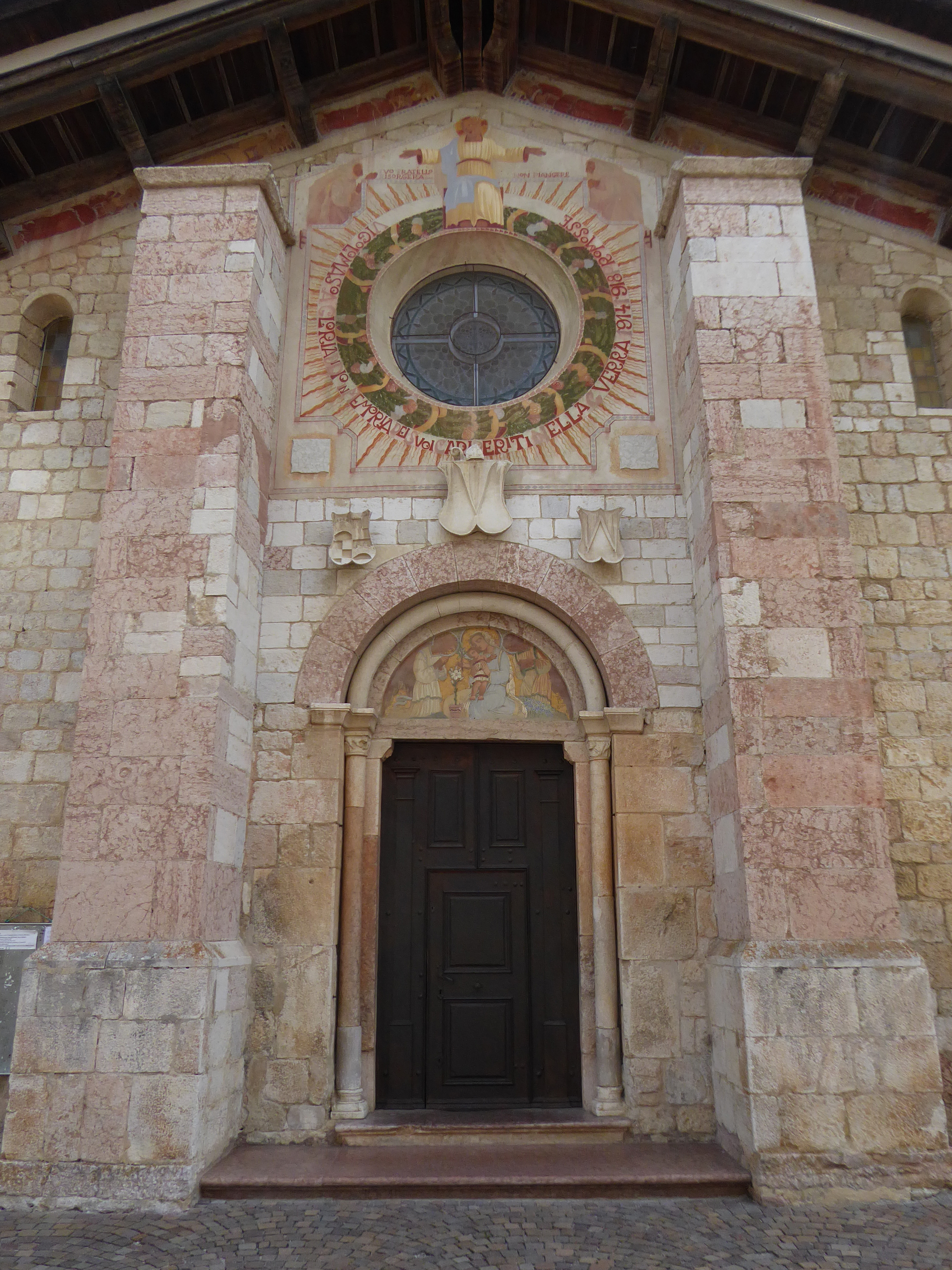
Facciata

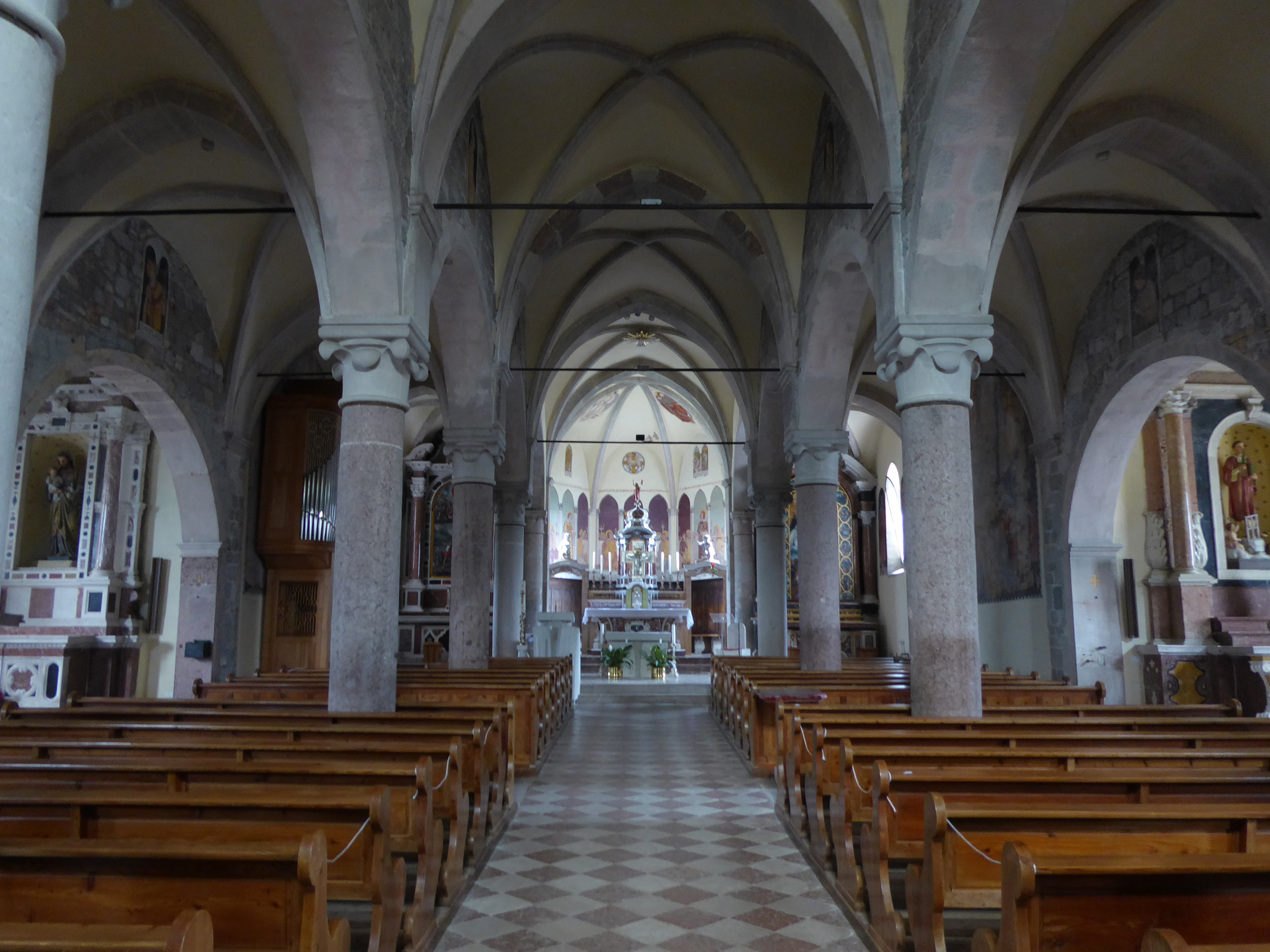
Interno

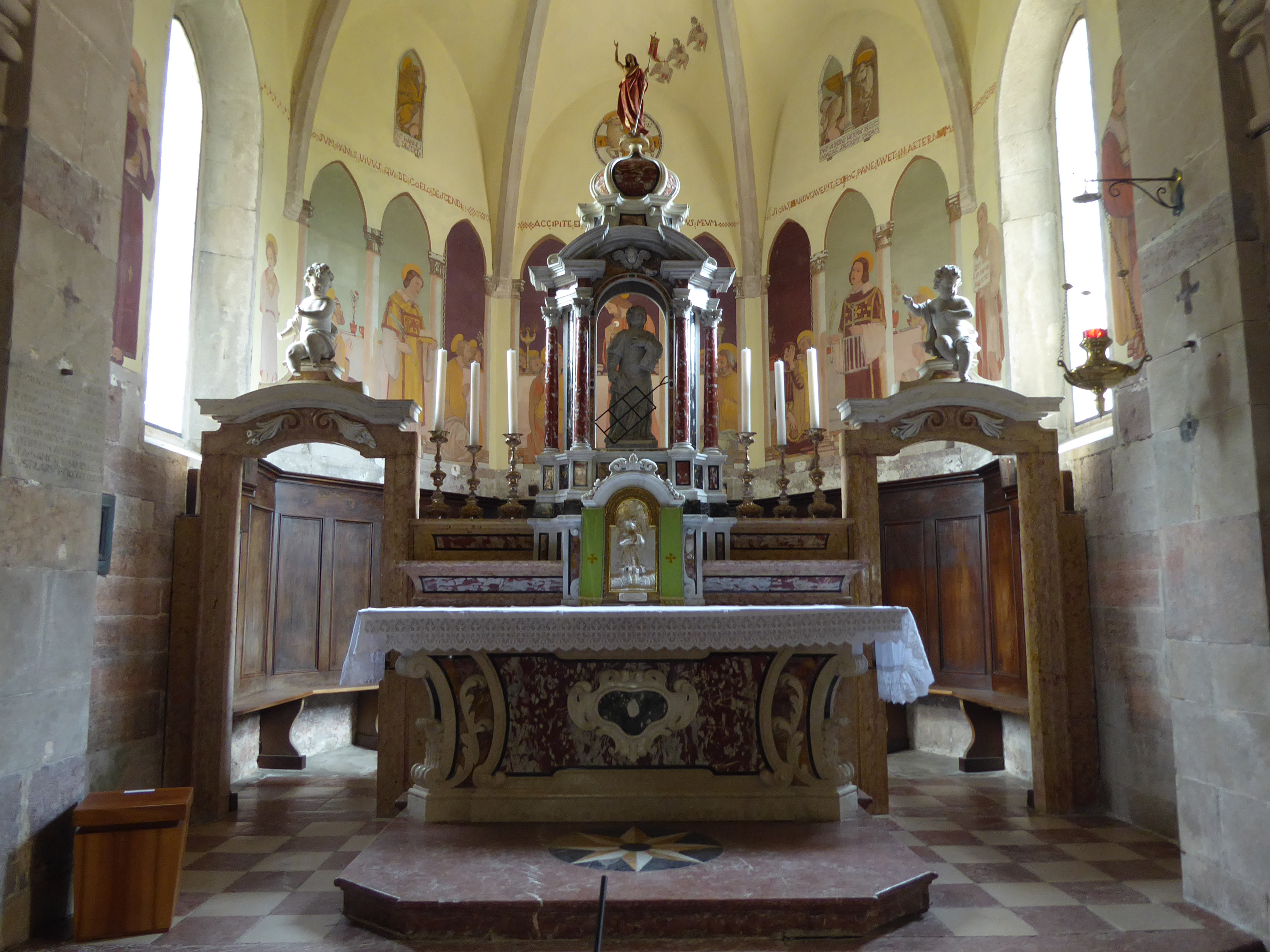
Altare maggiore

La chiesa di San Lorenzo di Vigo Lomaso appartiene al gruppo delle sette pievi delle Giudicarie più antiche, della quale si ha documentazione a datare dall'inizio del XIII secolo. Nel corso del primo periodo dalla sua fondazione venne probabilmente rifatta la facciata.
Divenne collegiata nel 1341.  Nel XV secolo venne ricostruito il campanile, più alto e sottile del precedente, il presbiterio venne completamente ricostruito, con perdita dell'antica struttura e la pianta dell'edificio venne allungata.
Un secolo più tardi la chiesa fu ulteriormente ampliata con due nuove navate laterali e venne decorata ad affresco. Tali opere sono state cancellate da interventi posteriori.
Un terremoto, nel 1673, creò danni al tetto, che venne restaurato. Nel XVIII secolo il pavimento della sala venne rifatto e venne costruita una cappella laterale.
Durante il secolo seguente nella chiesa venne posto un organo ed i lavori necessari modificarono la controfacciata, sparì il rosone centrale e parte del portale romanico. Alla fine del secolo il campanile venne demolito per la seconda volta poi nuovamente ricostruito.
A partire dal primo dopoguerra la chiesa venne ancora restaurata, e fu ripristinata in parte ciò che era stato  modificato della facciata durante i lavori nella cantoria. Fu riaperto un rosone. Divenne sede arcipretale nel 1925.
A partire dal 1966 e sino al 2007 sono stati eseguiti vari interventi alla struttura; restauro del tetto, protezione contro l'umidità, revisione dei serramenti e nuova copertura in rame della torre campanaria.

## Descrizione
Posta ad est del nucleo abitato, vicino al battistero, costituisce il più importante complesso romanico dell'intero Trentino.

### Esterno
Il prospetto principale è composto da una parte più antica contenuta in una struttura più moderna. Entrambe sono  a capanna, con due spiventi. La parte più antica è in pietra a vista, con due grandi contrafforti che delimitano la parte centrale con portale di accesso principale e grande rosone. La struttura più moderna a sua volta mostra due ingressi secondari simmetrici.
Sulla sinistra della struttura si trovano il battistero, al quale la chiesa è addossata, e la torre campanaria. La cella campanaria si apre con quattro finestre a monofora. La copertura è con guglia e quattro obelischi, uno per ogni angolo. La copertura della chiesa è in coppi.

### Interno
L'interno è vasto, con cinque navate. Le tre centrali hanno cinque campate e le due laterali solo tre. Tra tutte la navata centrale è la più alta, con pareti rivestite in pietra. Alle navate laterali si aggiungono due cappelle. Il presbiterio è leggermente rialzato.